# Longs kyrka
Longs kyrka är en kyrkobyggnad som sedan 2018 tillhör Varabygdens församling (2002—2018 Levene församling och tidigare Longs församling) i Skara stift. Den ligger i kyrkbyn Long i Vara kommun.

## Historia
Tidigare träkyrka var av okänd ålder och möjligen uppförd på medeltiden. Kyrkan hade en sakristia i norr och ett vapenhus i väster med samma bredd som kyrkan i övrigt. 1743 ersattes det ursprungliga koret av trä med ett större i sten. Därefter blev koret 6 meter långt och långhuset 13 meter långt och 7 meter brett. Tornets höjd var 3,6 meter. Vid 1800-talets slut fanns en tillbyggnad i väster lika bred som långhuset och en sakristia av trä på norra sidan. Utvändigt hade byggnaden vitmålad panel och taken var tegeltäckta. Nordost om kyrkan fanns en klockstapel med två klockor.

## Bilder av den gamla kyrkan

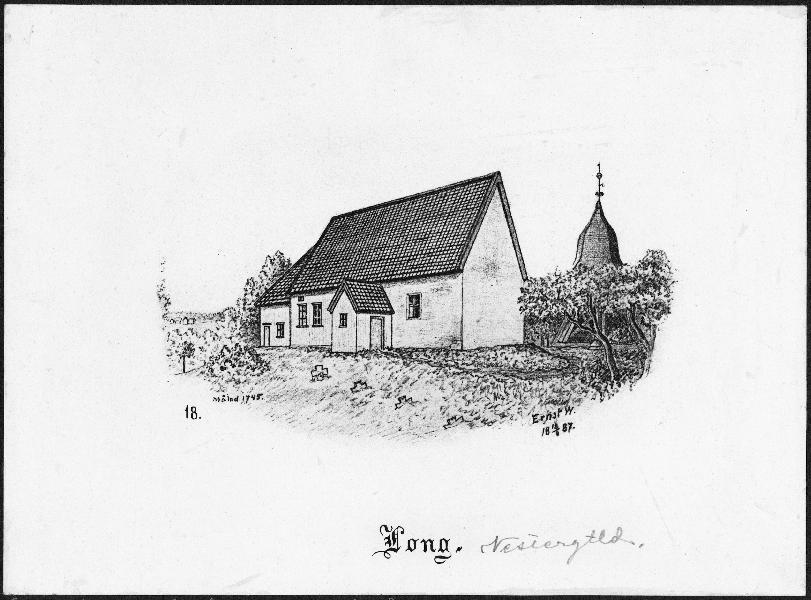
Kyrkan på teckning 1887.
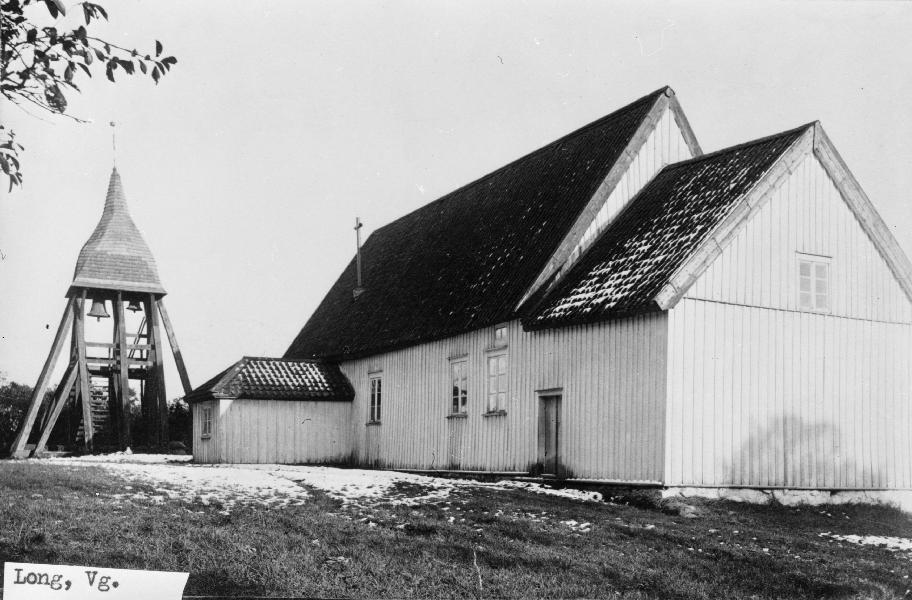
Exteriör 1891.
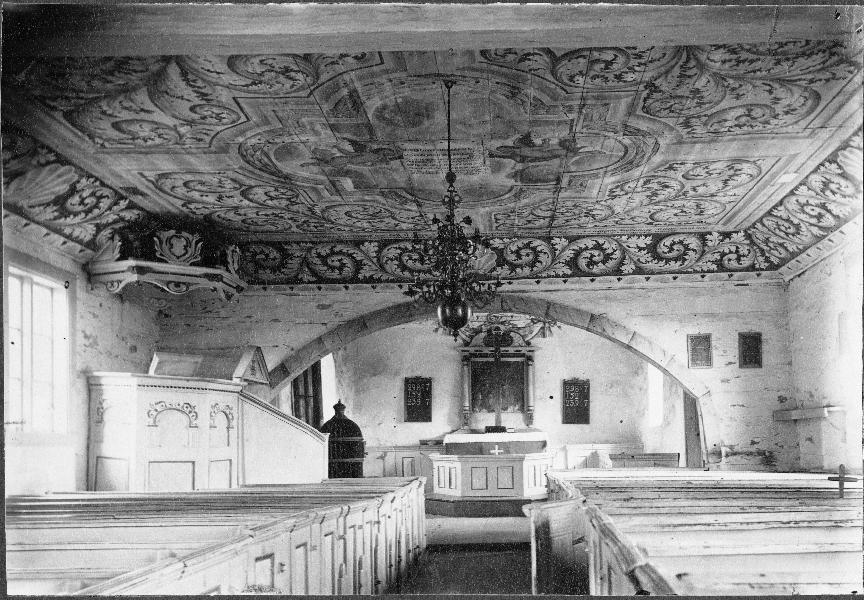
Interiör mot koret.
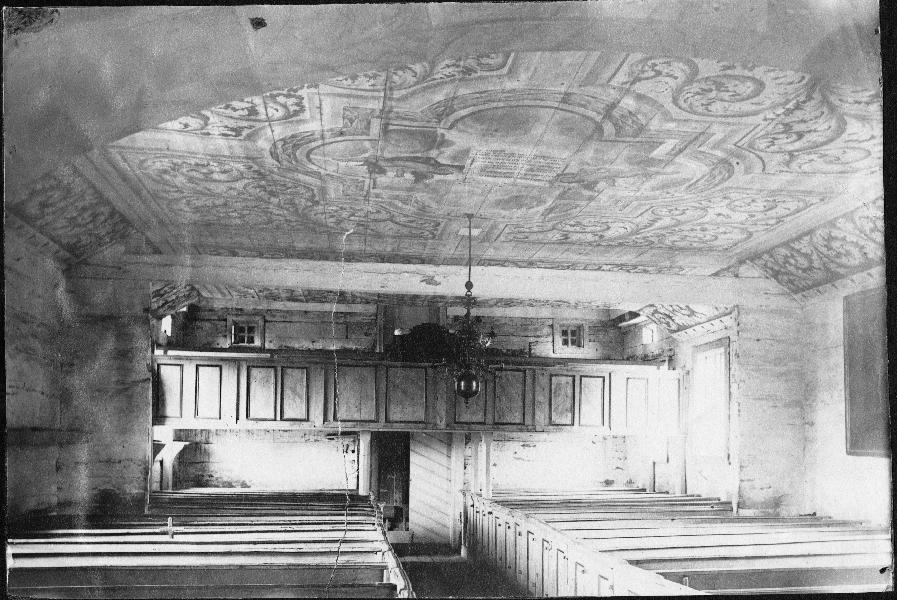
Interiör mot orgelläktaren

## Kyrkobyggnaden
Nuvarande kyrka i nygotik uppfördes 1897 efter ritningar av arkitekt F. A. Wahlström. Byggnaden har en stomme av sten och vilar på en sockel av huggen granit. Den består av ett långhus med ett smalare, femsidigt kor i öster och ett torn i väster.
1947 genomfördes en större renovering efter program av arkitekt Axel Forssén. Elvärme installerades och ersatte tidigare kaminer och skorstenar. Belysningen elektrifierades. Kyrkorummets långhusdel fick nytt golv. Läktaren vidgades något och under denna byggdes samlingsrum och förråd. 1961 lades torntaket om. År 1996 genomfördes en större restaurering under ledning av byggmästare Tage Brolin. Ytterväggarna belades med ny puts och målades med kalkfärg.

## Inventarier
- Dopfunten är från början av 1200-talet.
- Predikstolen är från början av 1700-talet.
- En orgel av Nordfors & Co installerades 1912. Nuvarande orgel från Smedmans Orgelbyggeri installerades 1976.